# Nigel Marples
Nigel Marples (født 3. november 1985) er en canadisk professionel fodboldspiller, der spiller for HB Køge.

## Karriere
Marples skiftede til HB Køge den 9. august 2012.